# Omotesandó
Omotesandó (japonsky: 表参道, Omotesandō) je městská třída lemovaná stromořadím zelkovy pilovité, která prochází tokijskými čtvrtěmi Šibuja a Minato. Nachází se mezi šintoistickou svatyní Meidži a stanicí metra Omotesandó.

## Charakteristika
Původně byla vystavěna v období Taišó s funkcí přístupové cesty (Sandō) ke svatyni Meidži, zasvěcené zbožštělým duším (kami) císaře Meidži a jeho manželky císařovny Šóken.
V moderní éře se stala jednou z předních obchodních tříd světa, na níž vyrostla řada staveb módních, sportovních a dalších firem, prezentujících značky Louis Vuitton (architekt: Jun Aoki, 2002) Prada (Herzog & de Meuron, 2003), Tod's (Tojo Ito, 2004), Dior (SANAA, 2004), Omotesandō Hills (Tadao Andó, 2005), nebo Gyre (MVRDV, 2007).
Omotesandō představuje hlavní dopravní a pěší tepnu tokijské nákupní oblasti Haradžuku. Mezi módní butiky sídlící v této lokalitě se řadí Alexander McQueen, Gucci, Gap, H&M a Zara. Podle hodnocení Chevaliera z roku 2012 patřila ulice k jedné ze dvou tokijských tříd, kde sídlily obchody s luxusním zbožím.
Každoročně na třídě probíhají také oslavy Dne svatého Patrika.

## Galerie

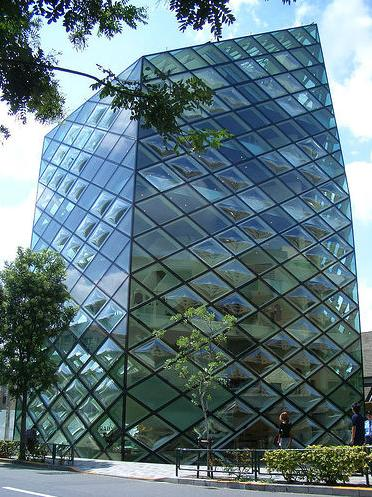
Prada Aojama
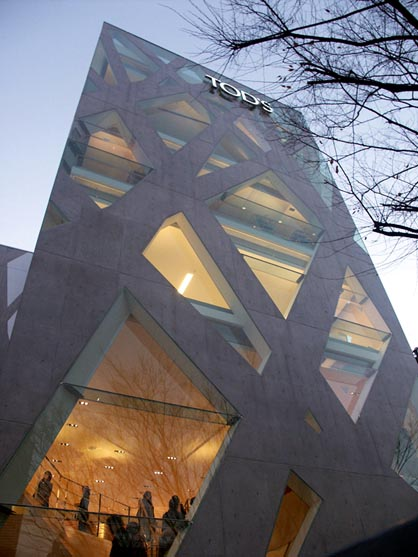
Tod's Omotesandō
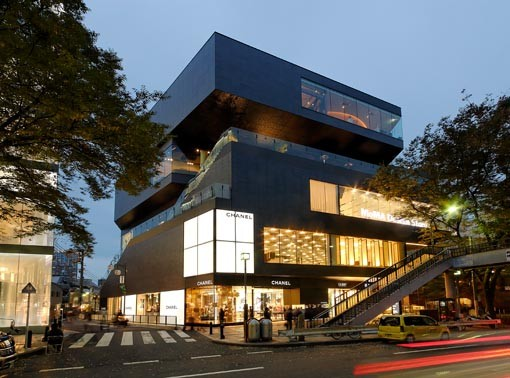
Gyre Omotesandō
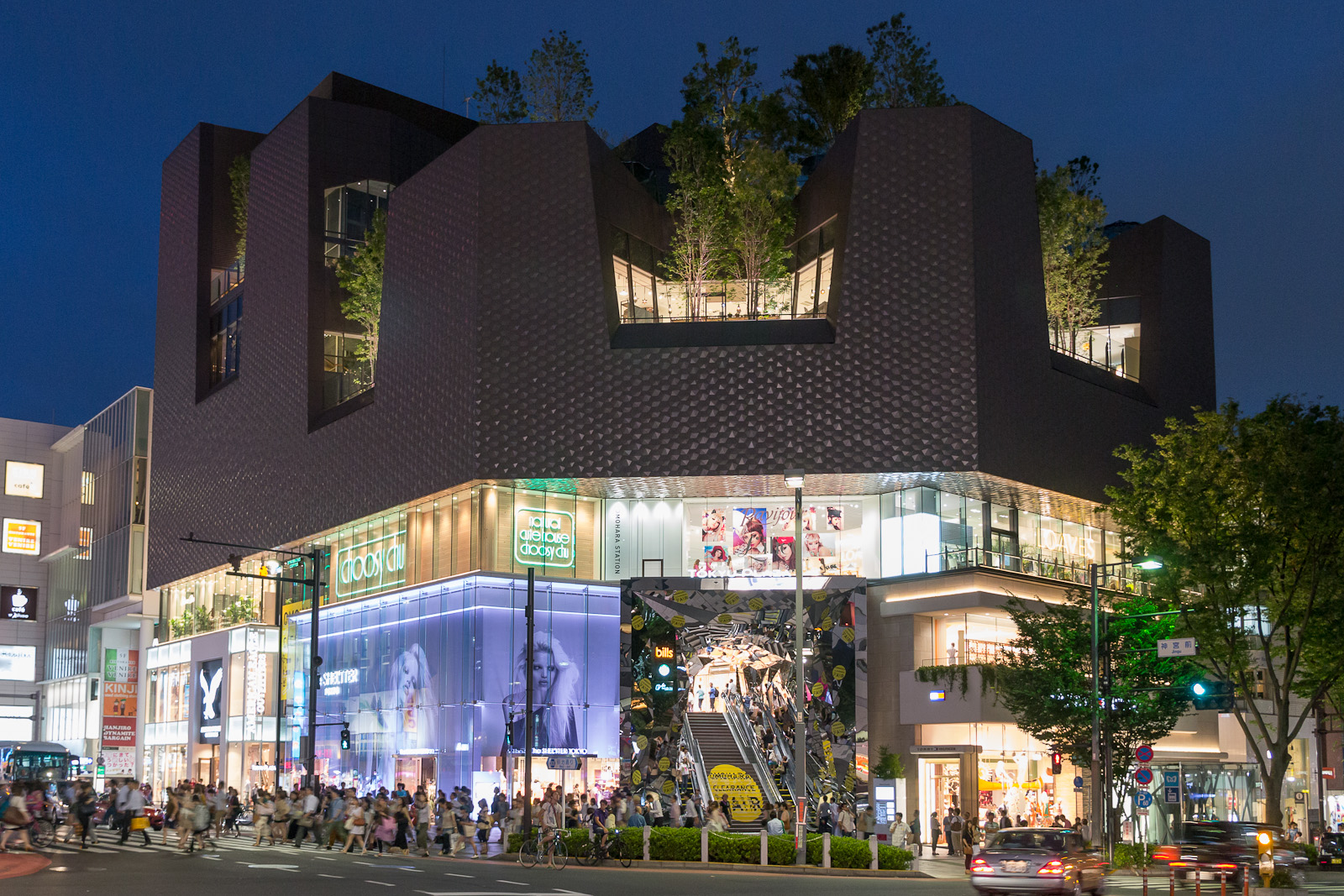
Tokyu Plaza
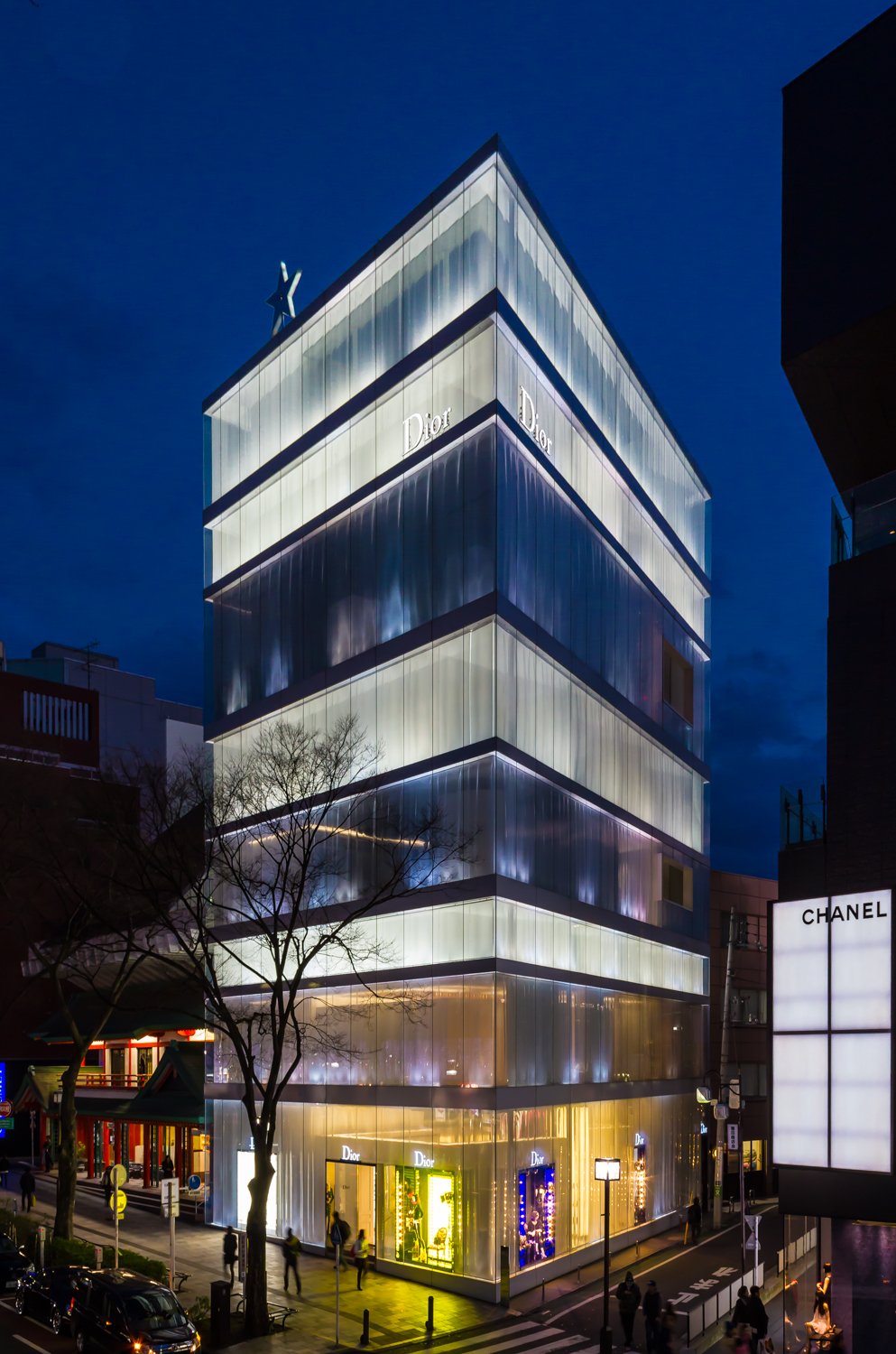
Dior